# Kate Wilhelm
Pour les articles homonymes, voir Wilhelm.
Œuvres principales
- Hier, les oiseaux
- Le Temps des genévriers

Kate Wilhelm, née le 8 juin 1928 à Dayton en Ohio et morte le 8 mars 2018 à Eugene en Oregon, est une écrivaine américaine. Elle est l'autrice d'une quarantaine de romans et d'une quinzaine de nouvelles.  

## Biographie
Avec son mari Damon Knight, lui-même auteur de romans et nouvelles de science-fiction, Kate Wilhelm a participé à la création des ateliers d’écriture « the Clarion Writers Workshop » où elle a enseigné pendant plus de vingt ans.  

## Œuvres
- Demain le silence, 1970 (en) The Chosen, éditions le passager clandestin 2022
- Le Village, 1978 ((en) Infinity Box, 1975)
- Hier, les oiseaux, 1977 ((en) Where Late the Sweet Birds Sang, 1976)
- Quand Somerset rêvait, 1980 ((en) Somerset Dreams and Other Fictions, 1978)
- Le Temps des genévriers, 1980 ((en) Juniper Time, 1979)
- Écoute, écoute, 1984 ((en) Listen, Listen, 1981)
- La Mémoire de l'ombre, 1983 ((en) A sense of Shadow, 1981)
- Bonjour, chaos, 1985 ((en) Welcome, Chaos, 1983)
- La Couvée Huysman, 1987 ((en) Huysman's Pets, 1986)

## Récompenses
- Nomination au prix Nebula du meilleur roman 1965 pour The Clone
- Nomination au prix Nebula du meilleur roman 1971 pour Margaret and I
- Nomination au prix Hugo de la meilleure nouvelle longue 1975 pour A Brother to Dragons, a Companion of Owls
- Nomination au prix Nebula du meilleur roman 1976 pour Hier, les oiseaux (Where Late the Sweet Birds Sang)
- Prix Hugo du meilleur roman 1977 pour Hier, les oiseaux (Where Late the Sweet Birds Sang)
- Prix Locus du meilleur roman 1977 pour Hier, les oiseaux (Where Late the Sweet Birds Sang)
- Nomination au prix Nebula du meilleur roman 1979 pour Le Temps des genévriers (Juniper Time)
- Prix Apollo 1981 pour Le Temps des genévriers (Juniper time)
- Nomination au prix Hugo du meilleur roman court 1982 pour Avec un bateau, une aiguille et un peu d'espoir (With Thimbles, With Forks and Hope)
- Prix Solstice 2009